# 松田祐季
松田 祐季（まつだ ゆうき、1986年4月25日 - ）は、福井県出身の競艇選手。登録番号4391。身長164cm。血液型O型。98期。福井支部所属。同期に鶴本崇文、高山智至、平山智加らがいる。

## 来歴
- やまと競艇学校時代、リーグ戦勝率6.63（準優出5　優出3　第5戦優勝）の成績を残して、卒業記念競走に優出（妨害失格）した。
- 2006年5月18日、三国競艇場でデビュー（6着）。翌19日、2日目で初勝利（2走目）。
- 2007年10月21日、三国競艇場での一般競走で初優出（3着）[1]。
- 2008年9月24日、三国競艇場での一般競走で初優勝。
- 2008年10月21日、三国競艇場での「G1北陸艇王決戦」にG1初出場（5日目からの追配参戦）。
- 2009年2月10日、三国競艇場での「G1第52回近畿地区選手権」初日2RでG1初勝利[2]。
- 2012年5月22日、浜名湖競艇場での「SG第39回笹川賞競走」にSG初出場。同日、8RでSG初勝利[3]。
- 2015年9月27日、尼崎競艇場での「プレミアムGI第2回ヤングダービー競走」でプレミアムGI初優勝。